# Pizzoni
Pizzoni ist eine süditalienische Gemeinde (comune) mit ca. 800 Einwohnern (Stand Juli 2024) in der Provinz Vibo Valentia in Kalabrien. Die Gemeinde liegt etwa 14 Kilometer südöstlich von Vibo Valentia und gehört zur Comunità Montana dell'Alto Mesima.

## Gemeindepartnerschaften
Pizzoni unterhält eine inneritalienische Partnerschaft mit der Gemeinde Villar Perosa in der Metropolitanstadt Turin.